# تاريخ هندوراس (1932-1982)
سيطر الجنرال السلطوي تيبورسيو كارياس أندينو على هندوراس خلال فترة الكساد الكبير، حتى عام 1948. وفي عام 1955 –بعد حكومتين سلطويتين وإضراب عام بدأه العمال في مجال الموز- أعد إصلاحيون عسكريون شبان لانقلاب كان من شأنه إقامة مجلس عسكري مؤقت وتمهيد الطريق لانتخابات جمعية تأسيسية في عام 1957. وعينت هذه الجمعية رامون فيليدا موراليس رئيسًا وحولت نفسها إلى هيئة تشريعية وطنية لولاية مدتها 6 سنوات.
وفي عام 1963، استحوذ ضباط عسكريون محافظون على الانتخابات التأسيسية وعزلوا فيليدا في انقلاب دامٍ. وخضعت البلاد لحكم القوات المسلحة، بقيادة الجنرال أوسفالدو لوبيز أريلانو، حتى عام 1970. واستمر تفاقم السخط الشعبي بعد حرب حدودية نشبت في عام 1969 مع السلفادور، وعُرفت باسم «حرب كرة القدم». ثم تبوأ رئيس مدني -هو رامون إيرنيستو كروز من الحزب الوطني- سدة الحكم لفترة وجيزة في عام 1970، غير أنه لم يُظهر أهلية بإدارة الحكومة.
في عام 1972، رتب الجنرال لوبيز انقلابًا آخر. تبنى لوبيز سياسات أكثر تقدمية، وكان من ضمنها الإصلاح الزراعي، بيد أن نظامه أسقِط في منتصف سبعينيات القرن العشرين جراء فضائح تتعلق بالفساد. وساهم نظاما الجنرال خوان البرتو ميلغار كاسترو (1975-1978) والجنرال بوليكاربو باز غارسيا (1978-1982) على نحو كبير في تشييد البنية التحتية الملموسة ونظام الاتصال عن بعد الحاليين لدى هندوراس. واستمتعت البلاد أيضًا بأسرع نمو اقتصادي شهدته خلال هذه الفترة، نظرًا إلى تزايد الطلب الدولي على منتجاتها وتوفر القروض التجارية الأجنبية.
وعقب إطاحة أناستاسيو سوموزا ديبايلي في نيكاراغوا عام 1979 والغياب العام للاستقرار في السلفادور آنذاك، انتخبت هندوراس جمعية تأسيسية في عام 1980 وصوتت ضمن انتخابات عامة في عام 1981، وعليه استلمت حكومة الرئيس روبرتو سوازو كوردوفا التابعة للحزب الليبرالي إدارة البلاد.

## عهد تيبورسيو كارياس أندينو (1932-1954)
على الرغم من الاضطراب المتزايد والضوائق الاقتصادية الحادة، كانت الانتخابات الرئاسية في هندوراس لعام 1932 سلمية وعادلة إلى حد ما. وكان الانتقال السلمي للسلطة مفاجئًا لأن انطلاقة الكساد كانت قد أدت إلى الإطاحة بالحكومات في أماكن أخرى من أنحاء أمريكا اللاتينية، ضمن دول تتمتع بتقاليد ديمقراطية أوثق مما هي الحالة في هندوراس. وعلى كل حال، قاوم فيسنتي ميخيا كولندرس ضغط حزبه عليه للتلاعب بالنتائج لصالح مرشح الحزب الليبرالي الهندوراسي، أنخل زونييغا هويتي. ونتيجة لذلك، فاز مرشح الحزب الوطني الهندوراسي، تيبورسيو كارياس أندينو، في الانتخابات بفارق بلغ نحو 20,000 صوت. وفي 16 نوفمبر 1932، باشر كارياس ممارسة مهامه، فكانت تلك بداية ما تحول إلى أطول فترة حكم مستمر لفرد واحد في التاريخ الهندوراسي.
لم يكن ثمة أي مؤشرات مباشرة على أن ولاية كارياس سيُكتب لها أن تستمر أكثر من ولايات سابقيه. فقبل تنصيب كارياس رسميًا بوقت قصير، كان الليبراليون الانشقاقيون قد ثاروا على الرغم من معارضة ميخيا كولندرس لذلك، وكان كارياس قد تولى قيادة القوات الحكومية وحصل على أسلحة من السلفادور وسحق الانتفاضة دون صعوبات تذكر. وكُرست معظم الفترة الأولى من ولاية كارياس لبذل الجهود في سبيل تلافي الانهيار المالي وتطوير الجيش والانخراط في برنامج بناء طرق محدود وتشييد الأساسات لإطالة تفرده بالسلطة.
ظل الوضع الاقتصادي في حالة شديدة السوء طوال عقد الثلاثينيات من القرن العشرين. وبالإضافة إلى الانخفاض المفاجئ والكبير في صادرات الموز بسبب الكساد، بات قطاع الموز في هندوراس تحت تهديد أكبر في عام 1935 بسبب التفشي الوبائي لمرض بنما (الذي يسببه فطر مضعِف) ومرض سيغاتوكا الأسود (آفة تصيب الأوراق) ضمن مناطق إنتاج الموز. وفي غضون عام واحد، أصبح الخطر يتهدد معظم إنتاج البلاد. هُجرت مناطق واسعة، كان من بينها معظم المناطق المحيطة بمدينة تروخيو، وفقد آلاف الهندوراسيين عملهم. وبحلول عام 1937، عُثر على وسيلة للسيطرة على المرض، لكن معظم المناطق المتأثرة ظلت عاطلة عن الإنتاج لأن الحصة الكبيرة من السوق التي انفردت بها هندوراس في السابق كانت قد انتقلت إلى دول أخرى.
وكان كارياس قد بذل جهودًا لتطوير الجيش من قبل أن يصبح رئيسًا حتى، وعند توليه ازدادت قدرته ودافعه على متابعة العمل على التطوير وتوسيعه. فأولى اهتمامًا خاصًا بالقوات الجوية حديثة النشوء، وأسس مدرسة الملاحة الجوية العسكرية في عام 1934 ورتب لتعيين عقيد من الولايات المتحدة آمرًا عليها.
وبمرور الشهور، عمل كارياس ببطء لكن بثبات من أجل ترسيخ انفراده بالسلطة. فكسب دعم شركات الموز من خلال معارضته للإضرابات وأشكال اضطرابات العمل الأخرى، وعزز علاقته مع الدوائر المالية المحلية والأجنبية عن طريق انتهاج السياسات الاقتصادية المحافظة. وحتى في أوج الكساد، لم يكف عن تسديد دفعات دين هندوراس بانتظام، ملتزمًا بصرامة ببنود التسوية مع حاملي السندات البريطانيين وحريصًا في الوقت نفسه على إرضاء بقية الدائنين، حتى أن قرضين صغيرين كانا قد سُددا بالكامل في عام 1935.
أسِست السلطات السياسية ببطء في عهد كارياس. حُظر الحزب الشيوعي الهندوراسي، لكن الحزب الليبرالي الهندوراسي ظل ناشطًا، بل وعُرض النقل الجوي المجاني على قادة انتفاضة صغيرة عام 1935 في حال رغبتهم بالعودة إلى هندوراس من منفاهم في الخارج. وفي نهاية عام 1935، مع تزايد الحاجة إلى السلام والاستقرار الداخلي، بدأ كارياس يزيد القيود على صحافة المعارضة والنشاطات السياسية. وفي تلك الأثناء، بدأ الحزب الوطني الهندوراسي، بتوجيه من الرئيس، حملة بروباغندا تؤكد على أن استمرار كارياس في الحكم هو الضامن الوحيد لاستمرارية السلام والنظام في البلاد، غير أن الدستور كان يحظر إعادة الانتخاب المباشرة للرؤساء.
تمثلت الطريقة التي اختارها كارياس لتمديد ولايته في استدعاء جمعية تأسيسية تكتب دستورًا جديدًا وتختار الشخص الذي يشغل الفترة الرئاسية الأولى في ظل تلك الوثيقة. وفيما خلا رغبة الرئيس في تخليد سلطته، لم يبدُ أن ثمة الكثير من الأسباب لاستبدال دستور الدولة الأساسي. كانت الجمعيات التأسيسية السابقة قد كتبت 13 دستورًا (لم يدخل سوى 10 منها نطاق التنفيذ)، واعتُمد الدستور الأخير في عام 1924. ضمّنت لجنة عام 1936 التأسيسية المنتقاة 30 بندًا من وثيقة عام 1924 في دستور عام 1936.
وتجلّت التغييرات الأساسية في إلغاء حظر إعادة الانتخاب المباشرة للرئيس ونائبه، وتمديد الولاية الرئاسية من 4 إلى 6 سنوات. وشملت التغييرات الأخرى على إعادة عقوبة الإعدام وتخفيض سلطات الهيئة التشريعية، إضافة إلى حرمان النساء من المواطنة وبالتالي حق التصويت. وأخيرًا، احتوى الدستور الجديد على بند يوضح أن الرئيس الحالي ونائبه سيظلان على رأس عملهما حتى عام 1943. غير أن كارياس -الذي بات دكتاتورًا من الناحية العملية بحلول ذلك الوقت- أراد المزيد بعد، وبذلك مددت الهيئة التشريعية -التي أصبحت خاضعة بشكل كامل لتحكم الحزب الوطني الهندوراسي- ولايته طائعة في عام 1939 لمدة ست سنوات أخرى (أي حتى عام 1949).
تمثلت ردة فعل الحزب الليبرالي الهندوراسي وخصوم الحكومة الآخرين على هذه التغييرات في محاولة إطاحة كارياس، وبُذل العديد من الجهود في عامي 1936 و1937، لكنها لم تنجح سوى في زيادة إضعاف خصوم الحزب الوطني الهندوراسي. ومع نهاية ثلاثينيات القرن العشرين، أصبح الحزب الوطني الهندوراسي الحزبَ السياسي المنظم الوحيد قيد العمل في البلاد. سُجن العديد من قادة المعارضة، وسُجل تقييد بعضهم بالأغلال وإجبارهم على العمل في شوارع تيغوسيغالبا، في حين فر آخرون إلى المنفى، وكان من بينهم قائد الحزب الليبرالي الهندوراسي، زونييغا هويتي.